# Ministri dell'agricoltura della Repubblica Italiana
I ministri dell’agricoltura e delle foreste della Repubblica Italiana si sono avvicendati dal 1946 in poi.

## Lista
| Ministro                                                                 | Ministro         | Ministro                           | Partito                                    | Governo              | Mandato          | Mandato          | Leg.             |
| Ministro                                                                 | Ministro         | Ministro                           | Partito                                    | Governo              | Inizio           | Fine             | Leg.             |
| ------------------------------------------------------------------------ | ---------------- | ---------------------------------- | ------------------------------------------ | -------------------- | ---------------- | ---------------- | ---------------- |
| Agricoltura e foreste                                                    |                  |                                    |                                            |                      |                  |                  |                  |
|                                                                          |                  | Antonio Segni (1891-1972)          | Democrazia Cristiana                       | De Gasperi II        | 14 luglio 1946   | 2 febbraio 1947  | AC               |
| De Gasperi III                                                           | 2 febbraio 1947  | Antonio Segni (1891-1972)          | Democrazia Cristiana                       | 1º giugno 1947       |                  |                  | AC               |
| De Gasperi IV                                                            | 1º giugno 1947   | Antonio Segni (1891-1972)          | Democrazia Cristiana                       | 24 maggio 1948       |                  |                  | AC               |
| De Gasperi V                                                             | 24 maggio 1948   | Antonio Segni (1891-1972)          | Democrazia Cristiana                       | 28 gennaio 1950      | I                |                  |                  |
| De Gasperi VI                                                            | 28 gennaio 1950  | Antonio Segni (1891-1972)          | Democrazia Cristiana                       | 26 luglio 1951       | I                |                  |                  |
|                                                                          |                  | Amintore Fanfani (1908-1999)       | Democrazia Cristiana                       | De Gasperi VII       | I                | 26 luglio 1951   | 16 luglio 1953   |
|                                                                          |                  | Rocco Salomone (1883-1960)         | Democrazia Cristiana                       | De Gasperi VIII      | 16 luglio 1953   | 17 agosto 1953   | II               |
| Pella                                                                    | 17 agosto 1953   | Rocco Salomone (1883-1960)         | Democrazia Cristiana                       | 19 gennaio 1954      |                  |                  | II               |
|                                                                          |                  | Giuseppe Medici (1907-2000)        | Democrazia Cristiana                       | Fanfani I            | 19 gennaio 1954  | 10 febbraio 1954 | II               |
| Scelba                                                                   | 10 febbraio 1954 | Giuseppe Medici (1907-2000)        | Democrazia Cristiana                       | 6 luglio 1955        |                  |                  | II               |
|                                                                          |                  | Emilio Colombo (1920-2013)         | Democrazia Cristiana                       | Segni I              | 6 luglio 1955    | 20 maggio 1957   | II               |
| Zoli                                                                     | 20 maggio 1957   | Emilio Colombo (1920-2013)         | Democrazia Cristiana                       | 2 luglio 1958        |                  |                  | II               |
|                                                                          |                  | Mario Ferrari Aggradi (1916-1997)  | Democrazia Cristiana                       | Fanfani II           | 2 luglio 1958    | 16 febbraio 1959 | III              |
|                                                                          |                  | Mariano Rumor (1915-1990)          | Democrazia Cristiana                       | Segni II             | 16 febbraio 1959 | 26 marzo 1960    | III              |
| Tambroni                                                                 | 26 marzo 1960    | Mariano Rumor (1915-1990)          | Democrazia Cristiana                       | 27 luglio 1960       |                  |                  | III              |
| Fanfani III                                                              | 27 luglio 1960   | Mariano Rumor (1915-1990)          | Democrazia Cristiana                       | 22 febbraio 1962     |                  |                  | III              |
| Fanfani IV                                                               | 22 febbraio 1962 | Mariano Rumor (1915-1990)          | Democrazia Cristiana                       | 22 giugno 1963       |                  |                  | III              |
|                                                                          |                  | Bernardo Mattarella (1905-1971)    | Democrazia Cristiana                       | Leone I              | 22 giugno 1963   | 5 dicembre 1963  | IV               |
|                                                                          |                  | Mario Ferrari Aggradi (1916-1997)  | Democrazia Cristiana                       | Moro I               | 5 dicembre 1963  | 23 luglio 1964   | IV               |
| Moro II                                                                  | 23 luglio 1964   | Mario Ferrari Aggradi (1916-1997)  | Democrazia Cristiana                       | 24 febbraio 1966     |                  |                  | IV               |
|                                                                          |                  | Franco Restivo (1911-1976)         | Democrazia Cristiana                       | Moro III             | 24 febbraio 1966 | 25 giugno 1968   | IV               |
|                                                                          |                  | Giacomo Sedati (1921-1984)         | Democrazia Cristiana                       | Leone II             | 25 giugno 1968   | 13 dicembre 1968 | V                |
|                                                                          |                  | Athos Valsecchi (1919-1985)        | Democrazia Cristiana                       | Rumor I              | 13 dicembre 1968 | 6 agosto 1969    | V                |
|                                                                          |                  | Giacomo Sedati (1921-1984)         | Democrazia Cristiana                       | Rumor II             | 6 agosto 1969    | 28 marzo 1970    | V                |
|                                                                          |                  | Lorenzo Natali (1922-1989)         | Democrazia Cristiana                       | Rumor III            | 28 marzo 1970    | 6 agosto 1970    | V                |
| Colombo                                                                  | 6 agosto 1970    | Lorenzo Natali (1922-1989)         | Democrazia Cristiana                       | 18 febbraio 1972     |                  |                  | V                |
| Andreotti I                                                              | 18 febbraio 1972 | Lorenzo Natali (1922-1989)         | Democrazia Cristiana                       | 26 giugno 1972       |                  |                  | V                |
| Andreotti II                                                             | 26 giugno 1972   | Lorenzo Natali (1922-1989)         | Democrazia Cristiana                       | 8 luglio 1973        | VI               |                  |                  |
|                                                                          |                  | Mario Ferrari Aggradi (1916-1997)  | Democrazia Cristiana                       | Rumor IV             | VI               | 8 luglio 1973    | 15 marzo 1974    |
|                                                                          |                  | Antonio Bisaglia (1929-1984)       | Democrazia Cristiana                       | Rumor V              | VI               | 15 marzo 1974    | 23 novembre 1974 |
|                                                                          |                  | Giovanni Marcora (1922-1983)       | Democrazia Cristiana                       | Moro IV              | VI               | 23 novembre 1974 | 12 febbraio 1976 |
| Moro V                                                                   | 12 febbraio 1976 | Giovanni Marcora (1922-1983)       | Democrazia Cristiana                       | 30 luglio 1976       | VI               |                  |                  |
| Andreotti III                                                            | 30 luglio 1976   | Giovanni Marcora (1922-1983)       | Democrazia Cristiana                       | 13 marzo 1978        | VII              |                  |                  |
| Andreotti IV                                                             | 13 marzo 1978    | Giovanni Marcora (1922-1983)       | Democrazia Cristiana                       | 21 marzo 1979        | VII              |                  |                  |
| Andreotti V                                                              | 21 marzo 1979    | Giovanni Marcora (1922-1983)       | Democrazia Cristiana                       | 5 agosto 1979        | VII              |                  |                  |
| Cossiga I                                                                | 5 agosto 1979    | Giovanni Marcora (1922-1983)       | Democrazia Cristiana                       | 4 aprile 1980        | VIII             |                  |                  |
| Cossiga II                                                               | 4 aprile 1980    | Giovanni Marcora (1922-1983)       | Democrazia Cristiana                       | 18 ottobre 1980      | VIII             |                  |                  |
|                                                                          |                  | Giuseppe Bartolomei (1923-1996)    | Democrazia Cristiana                       | Forlani              | VIII             | 18 ottobre 1980  | 28 giugno 1981   |
| Spadolini I                                                              | 28 giugno 1981   | Giuseppe Bartolomei (1923-1996)    | Democrazia Cristiana                       | 23 agosto 1982       | VIII             |                  |                  |
| Spadolini II                                                             | 23 agosto 1982   | Giuseppe Bartolomei (1923-1996)    | Democrazia Cristiana                       | 1º dicembre 1982     | VIII             |                  |                  |
|                                                                          |                  | Calogero Mannino (1939)            | Democrazia Cristiana                       | Fanfani V            | VIII             | 1º dicembre 1982 | 4 agosto 1983    |
|                                                                          |                  | Filippo Maria Pandolfi (1927-2025) | Democrazia Cristiana                       | Craxi I              | 4 agosto 1983    | 1º agosto 1986   | IX               |
| Craxi II                                                                 | 1º agosto 1986   | Filippo Maria Pandolfi (1927-2025) | Democrazia Cristiana                       | 18 aprile 1987       |                  |                  | IX               |
| Fanfani VI                                                               | 18 aprile 1987   | Filippo Maria Pandolfi (1927-2025) | Democrazia Cristiana                       | 29 luglio 1987       |                  |                  | IX               |
| Goria                                                                    | 29 luglio 1987   | Filippo Maria Pandolfi (1927-2025) | Democrazia Cristiana                       | 13 aprile 1988       | X                |                  |                  |
|                                                                          |                  | Calogero Mannino (1939)            | Democrazia Cristiana                       | De Mita              | X                | 13 aprile 1988   | 23 luglio 1989   |
| Andreotti VI                                                             | 23 luglio 1989   | Calogero Mannino (1939)            | Democrazia Cristiana                       | 27 luglio 1990       | X                |                  |                  |
| Andreotti VI                                                             |                  |                                    | Vito Saccomandi (1939-1995)                | Democrazia Cristiana | X                | 27 luglio 1990   | 13 aprile 1991   |
|                                                                          |                  | Giovanni Goria (1943-1994)         | Democrazia Cristiana                       | Andreotti VII        | X                | 13 aprile 1991   | 28 giugno 1992   |
|                                                                          |                  | Giovanni Angelo Fontana (1944)     | Democrazia Cristiana                       | Amato I              | 28 giugno 1992   | 23 marzo 1993    | XI               |
|                                                                          |                  | Alfredo Luigi Diana (1930)         | Democrazia Cristiana                       | Amato I              | 23 marzo 1993    | 29 aprile 1993   | XI               |
| Ciampi                                                                   | 29 aprile 1993   | Alfredo Luigi Diana (1930)         | Democrazia Cristiana                       | 11 maggio 1994       |                  |                  | XI               |
| Risorse agricole, alimentari e forestali                                 |                  |                                    |                                            |                      |                  |                  |                  |
|                                                                          |                  | Adriana Poli Bortone (1943)        | Alleanza Nazionale                         | Berlusconi I         | 11 maggio 1994   | 17 gennaio 1995  | XII              |
|                                                                          |                  | Walter Luchetti (1937)             | Indipendente                               | Dini                 | 17 gennaio 1995  | 18 maggio 1996   | XII              |
|                                                                          |                  | Michele Pinto (1931)               | Partito Popolare Italiano                  | Prodi I              | 18 maggio 1996   | 21 ottobre 1998  | XIII             |
| Politiche agricole                                                       |                  |                                    |                                            |                      |                  |                  |                  |
|                                                                          |                  | Paolo De Castro (1958)             | I Democratici                              | D'Alema I            | 21 ottobre 1998  | 22 dicembre 1999 | XIII             |
| D'Alema II                                                               | 22 dicembre 1999 | Paolo De Castro (1958)             | I Democratici                              | 26 aprile 2000       |                  |                  | XIII             |
| Politiche agricole e forestali                                           |                  |                                    |                                            |                      |                  |                  |                  |
|                                                                          |                  | Alfonso Pecoraro Scanio (1959)     | Federazione dei Verdi                      | Amato II             | 26 aprile 2000   | 11 giugno 2001   | XIII             |
|                                                                          |                  | Gianni Alemanno (1958)             | Alleanza Nazionale                         | Berlusconi II        | 11 giugno 2001   | 23 aprile 2005   | XIV              |
| Berlusconi III                                                           | 23 aprile 2005   | Gianni Alemanno (1958)             | Alleanza Nazionale                         | 17 maggio 2006       |                  |                  | XIV              |
| Politiche agricole alimentari e forestali                                |                  |                                    |                                            |                      |                  |                  |                  |
|                                                                          |                  | Paolo De Castro (1958)             | La Margherita Partito Democratico          | Prodi II             | 17 maggio 2006   | 8 maggio 2008    | XV               |
|                                                                          |                  | Luca Zaia (1968)                   | Lega Nord                                  | Berlusconi IV        | 8 maggio 2008    | 16 aprile 2010   | XVI              |
|                                                                          |                  | Giancarlo Galan (1956)             | Il Popolo della Libertà                    | Berlusconi IV        | 16 aprile 2010   | 23 marzo 2011    | XVI              |
|                                                                          |                  | Francesco Saverio Romano (1964)    | I Popolari di Italia Domani                | Berlusconi IV        | 23 marzo 2011    | 16 novembre 2011 | XVI              |
|                                                                          |                  | Mario Catania (1952)               | Indipendente                               | Monti                | 16 novembre 2011 | 28 aprile 2013   | XVI              |
|                                                                          |                  | Nunzia De Girolamo (1975)          | Il Popolo della Libertà Nuovo Centrodestra | Letta                | 28 aprile 2013   | 27 gennaio 2014  | XVII             |
|                                                                          |                  | Maurizio Martina (1978)            | Partito Democratico                        | Renzi                | 22 febbraio 2014 | 12 dicembre 2016 | XVII             |
| Gentiloni                                                                | 12 dicembre 2016 | Maurizio Martina (1978)            | Partito Democratico                        | 13 marzo 2018        |                  |                  | XVII             |
| Politiche agricole alimentari e forestali e turismo (dal 12 luglio 2018) |                  |                                    |                                            |                      |                  |                  |                  |
|                                                                          |                  | Gian Marco Centinaio (1971)        | Lega                                       | Conte I              | 1º giugno 2018   | 5 settembre 2019 | XVIII            |
| Politiche agricole alimentari e forestali (dal 22 settembre 2019)        |                  |                                    |                                            |                      |                  |                  |                  |
|                                                                          |                  | Teresa Bellanova (1958)            | Italia Viva                                | Conte II             | 5 settembre 2019 | 14 gennaio 2021  | XVIII            |
|                                                                          |                  | Stefano Patuanelli (1974)          | Movimento 5 Stelle                         | Draghi               | 13 febbraio 2021 | 22 ottobre 2022  | XVIII            |
| Agricoltura, sovranità alimentare e foreste (dal 4 novembre 2022)        |                  |                                    |                                            |                      |                  |                  |                  |
|                                                                          |                  | Francesco Lollobrigida (1972)      | Fratelli d'Italia                          | Meloni               | 22 ottobre 2022  | in carica        | XIX              |